# HD 41547
HD 41547，又名BD-10 1368，SAO 151098、HR 2150，是一颗恒星，视星等为5.87，位于銀經217.01，銀緯-14.81，其B1900.0坐标为赤經6h 0m 43.7s，赤緯-10° -14.81′ 9″。